# Anders Mosegaard
Anders Hessellund Mosegaard (født 12. juli 1957) er en tidligere dansk fodbolddommer.
Han dømte i Superligaen fra 1996 til 2003, hvor det i alt blev til 112 kampe. Han debuterede i Superligaen d. 4. april 1996 i kampen mellem Viborg FF og Lyngby FC, der endte 0-2.